# Лівкі-Влосцянські
Лівкі-Влосцянські (пол. Liwki Włościańskie) — село в Польщі, у гміні Гушлев Лосицького повіту Мазовецького воєводства.
Населення — 78 осіб (2011).
У 1975-1998 роках село належало до Білопідляського воєводства.

## Демографія
Демографічна структура станом на 31 березня 2011 року:
|          | Загалом | Допрацездатний вік | Працездатний вік | Постпрацездатний вік |
| -------- | ------- | ------------------ | ---------------- | -------------------- |
| Чоловіки | 39      | 8                  | 25               | 6                    |
| Жінки    | 39      | 5                  | 21               | 13                   |
| Разом    | 78      | 13                 | 46               | 19                   |